# جين أشتون
جين أشتون (بالإنجليزية: Jayne Ashton)‏ هي لاعبة الاسكواش بريطانية، ولدت في 31 أغسطس 1957 في برمنغهام في المملكة المتحدة.

## وصلات خارجية
- جين أشتون على موقع SquashInfo.com (الإنجليزية)